# Seznam ostrovů Kapverd
Ostrovy Kapverdy. Jedná se o ostrovy, které se nacházejí v rovníkovém Atlantském oceánu.

## Podle velikosti

### Obydlené ostrovy a ostrovy větší než 1 km²
|    | ostrov      | portugalsky         | rozloha (km²) | rozloha (km²) | pobřeží (km) | max.nadm. výška (m) | nejvyšší vrchol  | počet obyvatel | hustota zalidnění | největší sídlo        | okres       | souostroví       | lokalizace                       |
| -- | ----------- | ------------------- | ------------- | ------------- | ------------ | ------------------- | ---------------- | -------------- | ----------------- | --------------------- | ----------- | ---------------- | -------------------------------- |
| 1  | Santiago    | Ilha de Santiago    | 991,00        | 1 003,71      | —            | 1 392               | Pico da Antónia  | 309 630        | 308,67            | Cidade da Praia       | 9 okresů    | Sotavento        | 15°4′40″ s. š., 23°37′29″ z. d.  |
| 2  | Santo Antão | Ilha de Santo Antão | 779,00        | 785,04        | 124,2        | 1 979               | Topo da Coroa    | 38 200         | 48,66             | Cidade do Porto Novo  | 3 okresy    | Barlavento       | 17°4′11″ s. š., 25°10′16″ z. d.  |
| 3  | Boa Vista   | Ilha da Boa Vista   | 620,00        | 631,09        | 104,6        | 387                 | Monte Estância   | 18 800         | 29,79             | Vila de Sal Rei       | Boa Vista   | Barlavento       | 16°6′12″ s. š., 22°48′13″ z. d.  |
| 4  | Fogo        | Ilha do Fogo        | 476,00        | 471,24        | 79,8         | 2 829               | Pico do Fogo     | 35 020         | 74,31             | Cidade de São Filipe  | 3 okresy    | Sotavento        | 14°57′ s. š., 24°20′33″ z. d.    |
| 5  | São Nicolau | Ilha de São Nicolau | 343,00        | 344,61        | 122,4        | 1 304               | Monte Gordo      | 12 110         | 35,14             | Vila de Ribeira Brava | 2 okresy    | Barlavento       | 16°36′55″ s. š., 24°16′16″ z. d. |
| 6  | Maio        | Ilha do Maio        | 269,00        | 274,47        | 73,7         | 436                 | Monte Penoso     | 7 350          | 26,78             | Vila do Maio          | Maio        | Sotavento        | 15°13′50″ s. š., 23°9′22″ z. d.  |
| 7  | São Vicente | Ilha de São Vicente | 227,00        | 226,66        | 75,5         | 774                 | Monte Verde      | 84 230         | 371,61            | Cidade do Mindelo     | São Vicente | Barlavento       | 16°51′ s. š., 24°58′ z. d.       |
| 8  | Sal         | Ilha do Sal         | 216,00        | 219,84        | 86,8         | 406                 | Monte Grande     | 39 700         | 180,59            | Cidade dos Espargos   | Sal         | Barlavento       | 16°44′14″ s. š., 22°56′10″ z. d. |
| 9  | Brava       | Ilha Brava          | 64,00         | 62,51         | 34,7         | 976                 | Monte Fontainhas | 5 460          | 87,35             | Vila de Nova Sintra   | Brava       | Sotavento        | 14°52′ s. š., 24°42′ z. d.       |
| 10 | Santa Luzia | Ilha de Santa Luzia | 35,00         | —             | 32,6         | 397                 | Topona           | 0              | 0,0               | —                     | São Vicente | Barlavento       | 16°46′ s. š., 24°45′ z. d.       |
| 11 | Raso        | Ilhéu Raso          | 7,00          | —             | —            | 164                 | —                | 0              | 0,0               | —                     | São Vicente | Barlavento       | 16°37′6″ s. š., 24°35′17″ z. d.  |
| 12 | Branco      | Ilhéu Branco        | 3,00          | —             | —            | 327                 | —                | 0              | 0,0               | —                     | São Vicente | Barlavento       | 16°39′36″ s. š., 24°40′12″ z. d. |
| 13 | Grande      | Ilhéu Grande        | 2,00          | —             | —            | 96                  | —                | 0              | 0,0               | —                     | Brava       | Sotavento, Secos | 14°58′8″ s. š., 24°41′13″ z. d.  |
| 14 | Cima        | Ilhéu de Cima       | 1,00          | —             | —            | 77                  | —                | 0              | 0,0               | —                     | Brava       | Sotavento, Secos | 14°58′23″ s. š., 24°38′6″ z. d.  |

### Neobydlené ostrovy větší než 1 ha
|    | ostrov        | portugalsky           | rozloha (ha) | pobřeží (km) | max.nadm. výška (m)) | nejvyšší vrchol | obec        | ostrov      | souostroví       | lokalizace                       |
| -- | ------------- | --------------------- | ------------ | ------------ | -------------------- | --------------- | ----------- | ----------- | ---------------- | -------------------------------- |
| 15 | Sal Rei       | Ilhéu de Sal Rei      | 92,60        | —            | 27,0                 | —               | Boa Vista   | Boa Vista   | Barlavento       | 16°10′12″ s. š., 22°55′44″ z. d. |
| 16 | Baluarte      | Ilhéu de Baluarte     | 7,65         | —            | 5,0                  | —               | Boa Vista   | Boa Vista   | Barlavento       | 16°9′12″ s. š., 22°39′36″ z. d.  |
| 17 | Luís Carneiro | Ilhéu Luís Carneiro   | 7,31         | 1,86         | —                    | —               | Brava       | Brava       | Sotavento, Secos | 14°58′9″ s. š., 24°39′39″ z. d.  |
| 18 | Santa Maria   | Ilhéu de Santa Maria  | 5,00         | —            | 6,0                  | —               | Praia       | Santiago    | Sotavento        | 14°54′27″ s. š., 23°30′26″ z. d. |
| 19 | Laje Branca   | Ilhéu Laje Branca     | 5,00         | —            | 5,0                  | —               | Maio        | Maio        | Sotavento        | 15°18′45″ s. š., 23°8′13″ z. d.  |
| 20 | Rei           | Ilhéu do Rei          | 4,00         | 1,64         | —                    | —               | Brava       | Brava       | Sotavento, Secos | 14°58′15″ s. š., 24°38′53″ z. d. |
| 21 | Sapado        | Ilhéu Sapado          | 3,75         | 1,67         | —                    | —               | Brava       | Brava       | Sotavento, Secos | 14°58′9″ s. š., 24°39′26″ z. d.  |
| 22 | Pássaros      | Ilhéu dos Pássaros    | 2,30         | —            | 40,0                 | —               | São Vicente | São Vicente | Barlavento       | 16°54′37″ s. š., 25°0′41″ z. d.  |
| 23 | Rabo de Junco | Ilhéu Rabo de Junco   | 2,00         | —            | 18,0                 | —               | Sal         | Sal         | Barlavento       | 16°42′2″ s. š., 22°59′34″ z. d.  |
| 24 | Pássaros      | Ilhéu dos Pássaros    | 0,82         | —            | —                    | —               | Boa Vista   | Boa Vista   | Barlavento       | 16°11′46″ s. š., 22°41′55″ z. d. |
| 25 | Curral Velho  | Ilhéu de Curral Velho | 0,77         | —            | 5,0                  | —               | Boa Vista   | Boa Vista   | Barlavento       | 15°58′10″ s. š., 22°47′23″ z. d. |